# Buteo albigula
La poiana golabianca (Buteo albigula, Philippi 1899) è un uccello della famiglia degli Accipitridi dell'ordine degli Accipitriformi.

## Sistematica
Buteo albigula non ha sottospecie, è monotipico.

## Distribuzione e habitat
Questo uccello è diffuso su tutta la Cordigliera delle Ande, dal Venezuela alla Regione del Libertador General Bernardo O'Higgins (in Cile).